# Songwut Kraikruan
Songwut Kraikruan (thailändisch ทรงวุฒิ ใคร่ครวญ; * 6. November 2001 in Kanchanaburi), auch als Game bekannt, ist ein thailändischer Fußballspieler.

## Karriere

### Verein
Songwut Kraikruan erlernte das Fußballspielen in der Schulmannschaft der Suankularb Wittayalai School sowie in der Jugendmannschaft von Muangthong United.  Hier steht er auch seit Anfang 2020 unter Vertrag. Der Club aus Pak Kret, einem nördlichen Vorort der Hauptstadt Bangkok, spielte in der ersten Liga des Landes, der Thai League. Die Saison 2020 wurde er an den Drittligisten Ayutthaya FC nach Ayutthaya ausgeliehen. Der Verein spielte in der dritten Liga, der Thai League 3. Die Saison 2021 wechselte er ebenfalls auf Leihbasis zum Bangkoker Zweitligisten Kasetsart FC. Sein Profidebüt in der zweiten Liga gab er am 10. Februar 2021 im Auswärtsspiel gegen den Ayutthaya United FC. Hier wurde er in der 77. Minute für Rangsiman Sruamprakum eingewechselt. Für Kasetsart stand er zehnmal in der zweiten Liga auf dem Spielfeld. Nach Saisonende kehrte er zu Muangthong zurück. Zu Beginn der Saison 2021/22 wurde er an den Zweitligisten Ayutthaya United FC ausgeliehen. Für den Verein stand er 13-mal in der zweiten Liga auf dem Spielfeld. Ende November 2021 kehrte er wieder zu Muangthong zurück. Mit Muangthong stand er am 16. Juni 2024 im Finale des Thai League Cup. Hier verlor man mit 1:0 gegen den Erstligisten BG Pathum United FC. Am 24. Mai 2025 stand er mit Muangthong im Finale des FA Cups, das man mit 3:2 gegen den Meister Buriram United verlor.

### Nationalmannschaft
Von 2023 bis heute bestritt Kraikruan sieben Länderspiele für die thailändische U23-Nationalmannschaft.

## Erfolge
Muangthong United
- Thailändischer Ligapokalfinalist: 2023/24
- Thailändischer Pokalfinalist: 2024/25